# Direction ingénierie et projets nouveau nucléaire
 (novembre 2024).
La Direction ingénierie et projets nouveau nucléaire (ou DIPNN) est la branche d'EDF, créée en 2015 et sise à Lyon depuis 2021, « qui a pour vocation d’améliorer la performance des projets du nouveau nucléaire (principalement Flamanville 3 et Hinkley Point C), de préparer les réacteurs de demain (principalement l’EPR-NM) et d’organiser le rapprochement avec les équipes d'AREVA NP en vue d’une meilleure efficacité ».

## Histoire
En 2017, la DIPNN a ajusté son organisation en se structurant autour de trois directions de projet : Flamanville 3, EPR 2 ingénierie et Hinkley Point C, et de quatre directions opérationnelles : Direction du développement, Direction industrielle, Direction support au projet et transformations numérique, et Direction technique[réf. nécessaire].
Un centre d'ingénierie EDF (le Centre national d'équipement de production d'électricité ou CNEPE) chargé de l'îlot conventionnel, est rattaché à la DIPNN qui pilote aussi la société d'ingénierie Edvance, créée le 30 mai 2017 (filiale d'EDF et de Framatome lui même devenu filiale du groupe EDF en 2018) qui développe la conception des nouveaux îlots nucléaires (notamment EPR). Ces entités sont des prestataires pour EDF et pour ses partenaires, dans les domaines de l'expertise et de l'assistance en ingénierie et maîtrise d'ouvrage et maîtrise d’œuvre dans le domaine du nucléaire.[réf. nécessaire]
En 2021, cette direction a déménagé ses bureaux à Lyon dans le quartier de Gerland.

## Missions
En raison de son vieillissement, le renouvellement du parc nucléaire français nécessite d'être anticipé, car les premiers réacteurs sont en service depuis la fin des années 1970. 
Au sein d'EDF, la Direction ingénierie et projets nouveau nucléaire est chargée du pilotage et du renouvellement  du socle du nucléaire pilotable, ce qui implique de lancer un programme de construction d’une première série de nouveaux réacteurs (trois paires d’EPR ; 10 GW entrant progressivement  en service « entre le milieu des années 2030 et la première moitié des années 2040 »), sachant qu’avec une décision d’engagement prise en 2021 ou 2022, les premières mises en service n’interviendraient qu’à l’horizon 2035. La France pourrait ainsi conserver son ingénierie nucléaire et choisir vers 2035 les suites à donner à « l’évolution de son mix énergétique, avec un nucléaire performant, des énergies renouvelables (éolien, solaire) et des moyens de stockage d’électricité (batteries, hydrogène ou autres formes de Power-to-gas), voire l’émergence d’éventuelles solutions nouvelles, selon leur performance économique et leur potentiel de déploiement ».
La DIPNN travaille aussi sur les retours d'expérience et la sécurité ; dont par exemple sur la dégradation des bétons ou sur le risque d'explosion d’un mélange hétérogène hydrogène-air en milieu clos. La direction technique de la DIPNN, « centre d’ingénierie d’EDF, est chargé de définir la doctrine et la méthodologie pour l'évaluation de la sûreté nucléaire. Les exigences et méthodologies sont mises en application par d’autres centres d'ingénierie par la suite. Cette démonstration de sureté comprend un volet sur les agressions, parmi lesquelles figure l’explosion interne (c.-à-d. survenant à l’intérieur même du site de l’installation nucléaire), comme l’exige l’arrêté INB (fev. 2012). Ainsi, en complément de la mise en conformité réglementaire vis-à-vis de la réglementation ATEX exigée par le Code du travail, la démonstration de sûreté relative à l’explosion interne est réalisée. Elle s’effectue selon une démarche à deux niveaux » :
- « Analyse de niveau 1 : Identification des locaux/zones à risque d'explosion interne et analyse de la suffisance des mesures de prévention existantes » ;
- « Analyse de niveau 2 : Réalisation d'une étude des conséquences d'une explosion sur les cibles de sûreté, si le risque n'a pas été écarté par l'analyse de niveau 1 ».
La DIPNN est aussi chargée du projet de réacteur modulaire NUWARD.

## Effectifs
La DIPNN est la seule direction d'EDF dont les effectifs ont augmenté entre 2018 et 2019, selon le syndicat FO.

## Gouvernance

### Direction générale
Xavier Ursat assure la Direction ingénierie et projets nouveau nucléaire est (depuis mars 2015). 
Cet ingénieur hydraulicien, polytechnicien et diplômé de Télécom Paris est entré à EDF en 1991 (pour travailler jusqu'en 2002 au sein de l'ingénierie hydraulique). 
Il est membre du Comité exécutif d'EDF (où sont représentés, selon EDF, tous les métiers du Groupe), membre du conseil d'administration d'EDF Renouvelables, membre du Conseil de surveillance et d'orientation de Framatome, président du « Comité Stratégique de Filière Nucléaire » (CSFN), président du conseil de surveillance d'Edvance, président sortant de la Société française d'énergie nucléaire (SFEN) et président du Groupement des industriels français de l'énergie nucléaire (GIFEN) ainsi que gouverneur honoraire du Conseil mondial de l'eau.

### Direction technique
Nicolas Février assure cette fonction depuis 2016 [réf. nécessaire].

### Réorganisation en juin 2022
En juin 2022, pour préparer la construction de nouveaux EPR (EPR2) en France, EDF annonce une réorganisation de la Direction Ingénierie et Projets Nouveau Nucléaire.
Xavier Ursat reste à la tête de la Direction, mais deux postes supplémentaires sont créés pour l'assister : 
- « Directeur Programme Nouveau Nucléaire France » :  Nicolas Machtou[10] 
Ce dernier, arrivé le 1er juin 2022, prend en charge le pilotage, et plus précisément l'« exécution industrielle et technique » de la maitrise d'ouvrage du « programme de construction de nouveaux réacteurs EPR2 en France ». 
Un communiqué d'EDF précise qu'il doit aussi accélérer les aspects réglementaires et financiers de la mise en œuvre des nouvelles orientations gouvernementales, et qu'il sera « l'interlocuteur privilégié de l'État »[10].
Nicolas Machtou, doté d'un Master en droit de l'Université Paris II puis d'un master "Energie" de l'université Columbia de New York, a débuté comme assistant de Marisol Touraine à l'Assemblée nationale. En 2000, il a été recruté comme chargé de mission par le bureau de Bruxelles du secrétariat général de Vivendi (janvier 2000 - juillet 2001). Puis, comme consultant stagiaire (octobre 2003 - février 2004), il travaille au département des études de l'Agence internationale de l'énergie sur la sécurité de l'approvisionnement en gaz. En 2004, il devient directeur général de la Commission de régulation de l'énergie (CRE), travaillant notamment sur la libéralisation des marchés de l'électricité et du gaz, avant d'être embauché par RTE (Réseau de Transport d'Électricité), comme assistant du président du directoire (2006), puis comme chef du pôle « filiales et activités nouvelles » à la direction financière. En 2012, il retrouve des fonctions plus politiques comme conseiller technique « énergie, environnement » du Premier ministre Jean-Marc Ayrault. En 2014, il est nommé conseiller référendaire à la cour des comptes et membre du collège de l'Autorité de régulation des activités ferroviaires et routières (anciennement ARAFER). En 2015, il devient conseiller énergie, développement durable, transports, logement et ville du Président François Hollande avant de rejoindre (en 2017) le groupe Enedis comme directeur délégué chargé de l'Île de France. Il préside Citélum depuis le 1er juin 2020[10].

- « Directeur du Projet EPR2 » : Gabriel Oblin[10]. 
Ce polytechnicien diplômé de l'École nationale supérieure de techniques avancées, certifié directeur de projet IPMA niveau A. et membre du Comité de surveillance et d'orientations d'Edvance, pilotera l'ingénierie de conception et de réalisation des six nouveaux projets d'EPR de seconde génération (réacteurs qui pourraient être installés par paires à Penly, Gravelines, et Bugey ou Tricastin (dans cet ordre proposé par EDF, sous réserve de validation par le Gouvernement). 
Gabriel Oblin a travaillé durant 20 ans pour la « Direction de la Production Nucléaire », comme chef du service chargé de la conduite des réacteurs de la centrale de Civaux, avant d'entrer (2010-2012) à la Direction de l'Audit d'EDF, puis d'être nommé (2012-2014) Directeur exécutif chargé, au sein d'EDF, de la production et de l'ingénierie (et de la zone Asie-Pacifique) et ayant aussi contribué au projet de rapprochement EDF-Framatome[10].
EDF lui a confié en 2014 la conception du projet de réacteur EPR2, sa validation par l'Autorité de Sûreté Nucléaire (ASN), ainsi que les projets de contrats et de localisation des 6 EPR2[10].

## Formation
Le personnel de la DIPNN bénéficierait de 260 000 heures de formation par an (chiffre donné en avril 2021)[réf. nécessaire].